# 大樹林幫
大樹林幫，是台灣桃園地區的犯罪聚合團體，性質上是屬於在地角頭勢力。

## 略史
大樹林幫，由當時混跡桃園市後火車站大樹林區一帶之不良分子依附特定行業（市集、賭場、私娼寮等）活動聚集而形成。在桃園算是一個具有歷史性的地方角頭組織，成員均以桃園市後火車站地區昆明路的土地公廟為主要據點，形成之初以收取保護費及經營賭場、討債等為主要經濟來源；極盛時期勢力範圍可達八德鄉大湳一帶，與小南門幫、十三鐵衛幫及血鷹幫等幫派角頭橫行桃園市（2014年改制為桃園區）。
1983年間，大樹林幫老大楊柏峰與八德角頭游國麟、「臭魚」俞中興、「細鯽仔」段樹文等人為賭場債務問題，當街飛車槍戰，雙方甚至闖入八德懷生機場的營區，逼得衛兵開槍制止。隔年的1984年1月左右，楊柏峰北上臺北參加告別式時，被游國麟找來的竹聯幫殺手劉煥榮在一場告別式中槍殺身亡。
1980年代，原大樹林幫要角「大偉」張大偉，與竹聯幫陳啟禮合作消防事業，並在桃園後站、大園（軍機場附近眷村）、南崁及大溪僑愛等地區吸收眷村弟子創立「東堂」，為第一任堂主。
1984年一清專案展開，大樹林幫要角多人被逮捕入獄。1987年11月29日發生岩灣事件，同年12月1日爆發更激烈的綠島暴動事件，在暴動中大樹林幫的楊柏炫等8名管訓隊隊員不幸身亡。
1990年代，大樹林幫要角「炮仔彰」郭○彰有意競選桃園縣議會議長卻失利。在歷經桃園警方大力掃蕩及提報流氓，幫內首要人物紛紛被捕入獄服刑或潛逃海外藏匿。

## 人物
- 楊柏峰 - 角頭老大，遭外省掛竹聯幫殺手劉煥榮槍殺身亡。
- 楊柏欽 - 在楊柏峰被槍殺身亡後，成為角頭老大。
- 劉尚霖 - 角頭大哥，兄弟象迷，綽號「翹屁仔」。
- 高順義 - 角頭大哥。
- 郭○彰 - 角頭大哥，綽號「炮仔彰」。
- 鍾德財 - 角頭大哥綽號「長腳」。大樹林後期精神領袖、於2004年心肌梗塞去世。
- 莊俊雄 - 角頭大哥，因酒後糾紛，2012年遭十三鐵衛幫份子33歲的黃三合槍殺身亡。[2]
- 李信龍 - 中生代角頭大哥，開設營造公司
- 李俊佳 - 角頭大哥。
- 凃春棟 - 目前為現任幫主。

## 參閲。
- 臺灣黑幫

## 外部連結
- 組織犯罪防制條例（页面存档备份，存于）（繁體中文）